# Åke Lundqvist (skådespelare)
Åke Bertil Lundqvist, född 9 juni 1936 i Heliga Trefaldighets församling i Gävle, död 4 augusti 2021 i Högalids distrikt i Stockholm, var en svensk skådespelare.

## Biografi
Lundqvist antogs 1957 till Göteborgs stadsteaters elevskola. 1960 engagerades han vid Norrköping-Linköping stadsteater. Han har sedan 1973, då han spelade bokhållare Schröder i uppsättningen av Selma Lagerlöfs Gösta Berlings saga, tillhört den fasta ensemblen på Stockholms stadsteater. Spelåret 2009/10 medverkade han i Änkeman Jarl av Vilhelm Moberg.
1985–1991 var Åke Lundqvist teaterchef vid Uppsala stadsteater. Han var även rektor på Teaterhögskolan i Stockholm.
Han spelade under åren på Stockholms stadsteater 93 olika roller i över 80 uppsättningar. Åke Lundqvist är gravsatt i minneslunden på Galärvarvskyrkogården i Stockholm.

## Priser och utmärkelser
- 2013 – Litteris et Artibus [6]

## Filmografi
- 1972 – Ture Sventon, privatdetektiv
- 1974 – De tre från Haparanda (TV-serie)
- 1993 – Tomtemaskinen (TV-serie)
- 1997 – Beck – Mannen med ikonerna
- 1999 – Jakten på en mördare
- 2000 – Det grovmaskiga nätet (TV-serie)
- 2000 – Judith (TV-serie)
- 2001 – Röd jul
- 2008–2009 – Häxan Surtant och den fruktansvärda fritiden (TV-serie)
- 2009 – Ångrarna
- 2011 – Häxan Surtant och landet Häxania (TV-serie)

## Teater

### Roller
| År   | Roll                                             | Produktion                                                                                          | Regi                                                   | Teater                                          |
| ---- | ------------------------------------------------ | --------------------------------------------------------------------------------------------------- | ------------------------------------------------------ | ----------------------------------------------- |
| 1960 | Jesper                                           | Folk och rövare i Kamomilla stad (Folk og røvere i Kardemomme by) Thorbjørn Egner och Bjarne Amdahl | Bertil Norström                                        | Norrköping-Linköping stadsteater                |
| 1961 | Mauritz Fristedt                                 | Dunungen Selma Lagerlöf                                                                             | Sture Ericson                                          | Norrköping-Linköping stadsteater                |
| 1961 | Anton von Steinberg                              | Christina August Strindberg                                                                         | John Zacharias                                         | Norrköping-Linköping stadsteater                |
| 1961 | Tranio                                           | Så tuktas en hustyrann (The Woman’s Prize or The Tamer Tamed) John Fletcher                         | Lars Barringer                                         | Norrköping-Linköping stadsteater                |
| 1961 | Professorn                                       | Markurells i Wadköping Hjalmar Bergman                                                              | Rune Carlsten                                          | Norrköping-Linköping stadsteater                |
| 1962 | Konstapel Crampsey                               | Hederligt folk (Chuckeyhead Story) Paul Vincent Carroll                                             | Bertil Norström                                        | Norrköping-Linköping stadsteater                |
| 1962 | Hotelldirektören                                 | Fruar på vift (Le Dindon) Georges Feydeau                                                           | Lars Barringer                                         | Norrköping-Linköping stadsteater                |
| 1962 | Någon                                            | Andorra Max Frisch                                                                                  | Lars Barringer                                         | Norrköping-Linköping stadsteater                |
| 1962 |                                                  | Kungens paket Staffan Tjerneld och Alf Henrikson                                                    | Öllegård Wellton                                       | Norrköping-Linköping stadsteater                |
| 1962 | Sven                                             | Min kära är en ros Bo Sköld                                                                         | Sture Ericson                                          | Norrköping-Linköping stadsteater                |
| 1963 | Horatio                                          | Hamlet William Shakespeare                                                                          | Lars Barringer                                         | Norrköping-Linköping stadsteater                |
| 1963 | Kunden                                           | Min syster och jag (Meine Schwester und ich) Ralph Benatzky                                         | Jackie Söderman                                        | Norrköping-Linköping stadsteater                |
| 1963 | Willy                                            | Kvinna i morgonrock (Woman in a Dressing Gown) Ted Willis                                           | John Zacharias                                         | Norrköping-Linköping stadsteater                |
| 1963 | Bob                                              | Öron till att höra (The Private Ear) Peter Shaffer                                                  | Lars Barringer                                         | Norrköping-Linköping stadsteater                |
| 1964 | Haimon                                           | Antigone (Ἀντιγόνη) Sofokles                                                                        | Olof Molander                                          | Norrköping-Linköping stadsteater                |
| 1964 | Brun                                             | Marius Marcel Pagnol                                                                                | Bertil Norström                                        | Norrköping-Linköping stadsteater                |
| 1964 | Bellomy                                          | Fantasticks Tom Jones och Harvey Schmidt                                                            | Lars Gerhard Norberg                                   | Norrköping-Linköping stadsteater                |
| 1964 | Silvio                                           | Två herrars tjänare (Il servitore di due padroni) Carlo Goldoni                                     | Lars Gerhard Norberg                                   | Norrköping-Linköping stadsteater                |
| 1964 | Antonio                                          | Trettondagsafton, eller Vad ni vill (Twelfth Night or What You Will) William Shakespeare            | John Zacharias                                         | Norrköping-Linköping stadsteater                |
| 1965 | Frank                                            | Mrs Warrens yrke (Mrs Warren's profession) George Bernard Shaw                                      | Sture Ericson                                          | Norrköping-Linköping stadsteater                |
| 1965 | Bobby van Husen                                  | Boy Friend (The Boy Friend) Sandy Wilson                                                            | Lars Barringer                                         | Norrköping-Linköping stadsteater                |
| 1965 | Klockare Link                                    | Nej, vaudeville Johan Ludvig Heiberg                                                                | Bertil Norström                                        | Norrköping-Linköping stadsteater                |
| 1965 | John Lansdale                                    | Fallet Oppenheimer (In der Sache J. Robert Oppenheimer) Heinar Kipphardt                            | John Zacharias                                         | Norrköping-Linköping stadsteater                |
| 1965 | Figaro                                           | Figaros bröllop (La Folle Journée, ou Le Mariage de Figaro) Pierre de Beaumarchais                  | Lars Gerhard Norberg                                   | Norrköping-Linköping stadsteater                |
| 1966 |                                                  | Ärkeänglar spelar inte falskt (Gli arcangeli non giocano a flipper) Dario Fo                        | Lars Gerhard Norberg                                   | Norrköping-Linköping stadsteater                |
| 1966 | Rasmus Berg                                      | Erasmus Montanus Ludvig Holberg                                                                     | Torsten Sjöholm                                        | Norrköping-Linköping stadsteater                |
| 1966 | Jochen                                           | Meteoren (Der Meteor) Friedrich Dürrenmatt                                                          | John Zacharias                                         | Norrköping-Linköping stadsteater                |
| 1966 | Paul                                             | Köket (The Kitchen) Arnold Wesker                                                                   | Ernst Günther                                          | Norrköping-Linköping stadsteater                |
| 1967 | Tataren                                          | Natthärbärget eller På botten (На дне, Na Dnje) Maksim Gorkij                                       | Lars Gerhard Norberg                                   | Norrköping-Linköping stadsteater                |
| 1967 | Medverkande                                      | Å vilken härlig fred!, revy Hans Alfredson och Tage Danielsson                                      | Bertil Norström                                        | Norrköping-Linköping stadsteater                |
| 1967 | Leonce                                           | Leonce och Lena (Leonce und Lena) Georg Büchner                                                     | Torsten Sjöholm                                        | Norrköping-Linköping stadsteater                |
| 1967 |                                                  | Människan och hans hustru Inga Lindsjö                                                              | Torsten Sjöholm                                        | Norrköping-Linköping stadsteater                |
| 1967 | Slender                                          | Muntra fruarna i Windsor (The Merry Wives of Windsor) William Shakespeare                           | Lars Gerhard Norberg                                   | Norrköping-Linköping stadsteater                |
| 1968 | Leonidik                                         | Löftet (Мой бедный Марат, Moj bebnaja Marat) Aleksej Arbuzov                                        | Sture Ericson                                          | Norrköping-Linköping stadsteater                |
| 1968 | Pierrot                                          | I våras Bengt Ahlfors, Frej Lindqvist, Erna Tauro och Pentti Lasanen                                | Bertil Norström                                        | Norrköping-Linköping stadsteater                |
| 1968 |                                                  | ”SOS” eller Sanningen Om Säkerheten Tore Zetterholm                                                 | Lars Gerhard Norberg                                   | Norrköping-Linköping stadsteater                |
| 1968 | Läkaren                                          | Biografi (Biographie Ein Spiel) Max Frisch                                                          | Torsten Sjöholm                                        | Norrköping-Linköping stadsteater                |
| 1968 | Väbeln                                           | Mor Courage och hennes barn (Mutter Courage und Ihre Kinder) Bertolt Brecht                         | Torsten Sjöholm                                        | Norrköping-Linköping stadsteater                |
| 1969 | Månen                                            | Den verklige kommissarie Schäfer (The Real Inspector Hound) Tom Stoppard                            | Torsten Sjöholm                                        | Norrköping-Linköping stadsteater                |
| 1969 | Ernst Ludwig                                     | Cabaret John Kander, Fred Ebb och Joe Masteroff                                                     | John Zacharias                                         | Norrköping-Linköping stadsteater                |
| 1969 |                                                  | Vem har rätt? Tom Lagerborg och Martha Vestin                                                       | Riber Björkman                                         | Norrköping-Linköping stadsteater                |
| 1973 | Bokhållare Schröder                              | Gösta Berlings saga Selma Lagerlöf                                                                  | Johan Bergenstråhle Marie-Louise De Geer Bergenstråhle | Stockholms stadsteater                          |
| 1978 | Silvergrå, baron                                 | Wärdshuset Haren och Vråken Lars Forssell                                                           | Fred Hjelm                                             | Stockholms stadsteater                          |
| 1996 | Fader Bourett                                    | 900 Oneonta Street (900 Oneonta) David Beaird                                                       | Gustaf Elander                                         | Stockholms stadsteater                          |
| 1998 | Rabbin Yussel                                    | Spelman på taket (Fiddler on the Roof) Jerry Bock, Sheldon Harnick och Joseph Stein                 | Georg Malvius                                          | Stockholms stadsteater                          |
| 1999 | Herr Lenville Spelklubbsdirektören Ned Cheeryble | Nicholas Nickleby (The Life and Adventures of Nicholas Nickleby) David Edgar efter Charles Dickens  | Georg Malvius                                          | Stockholms stadsteater                          |
| 2001 | Lukas                                            | Björnen (Медведь, Medved) Anton Tjechov                                                             | Bengt Järnblad                                         | Stockholms stadsteater                          |
| 2001 | Vakt Hrutsch Servitör Domstolspresident          | Natt klockan 12 på dagen (Darkness at Noon) Sidney Kingsley                                         | Georg Malvius                                          | Stockholms stadsteater                          |
| 2002 | Telegin                                          | Morbror Vanja (Дядя Ваня, Djadja Vanja) Anton Tjechov                                               | Thommy Berggren                                        | Stockholms stadsteater                          |
| 2003 | Prästen                                          | Allt eller inget (The Full Monty) Terrence Mcnally och David Yazbek                                 | Marianne Mörck                                         | Stockholms stadsteater                          |
| 2004 | Guildenstern                                     | Hamlet William Shakespeare                                                                          | Philip Zandén                                          | Stockholms stadsteater                          |
| 2004 | Brendan O'Hara                                   | Hjälten (The Playboy of the Western World) John Millington Synge                                    | Thommy Berggren                                        | Stockholms stadsteater                          |
| 2005 | Gottfried van Swieten                            | Amadeus Peter Shaffer                                                                               | Staffan Aspegren                                       | Stockholms stadsteater                          |
| 2007 | Willie                                           | Lyckliga dagar (Happy Days) Samuel Beckett                                                          | Tobias Theorell                                        | Stockholms stadsteater                          |
| 2009 | Hilding                                          | Sista dansen Carin Mannheimer                                                                       | Malin Stenberg                                         | Stockholms stadsteater                          |
| 2010 | Camillo Rota                                     | Emilia Galotti Gotthold Ephraim Lessing                                                             | Tobias Theorell                                        | Stockholms stadsteater                          |
| 2012 |                                                  | Oväder August Strindberg                                                                            | Ole Forsberg                                           | Stockholms stadsteater på Liljevalchs konsthall |
| 2012 | Jättestora lilla pantern                         | Peter Pan och Wendy (Peter Pan and Wendy) J.M. Barrie i ny version av Anders Duus                   | Pia Johansson                                          | Stockholms stadsteater                          |
| 2014 |                                                  | Happy End Dorothy Lane, Kurt Weill och Bertolt Brecht                                               | Carolina Frände                                        | Kulturhuset Stadsteatern                        |
| 2015 | Kassiopeia                                       | Momo eller kampen om tiden (Momo) Michael Ende                                                      | Allan Svensson                                         | Kulturhuset Stadsteatern                        |
| 2015 | Gawenstein                                       | Farmor och vår Herre Hjalmar Bergman                                                                | Maria Löfgren                                          | Kulturhuset Stadsteatern                        |
| 2016 | Amman                                            | Romeo och Julia (The Tragedy of Romeo and Juliet) William Shakespeare                               | Linus Tunström                                         | Kulturhuset Stadsteatern                        |
| 2017 | J                                                | Vintermusik Lars Norén                                                                              | Sofia Jupither                                         | Kulturhuset Stadsteatern                        |
| 2018 |                                                  | De skyddssökande (Ἱκέτιδες, Hiketides) Aischylos                                                    | Dritëro Kasapi                                         | Kulturhuset Stadsteatern                        |
| 2019 | Madame                                           | Jungfruleken (Les Bonnes) Jean Genet                                                                | Richard Turpin                                         | Kulturhuset Stadsteatern/ Teater Giljotin       |
| 2020 | Medverkande på distans                           | Det stora teaterkalaset Calle Norlén                                                                | Sissela Kyle                                           | Kulturhuset Stadsteatern                        |